# 凤仙花
凤仙花（学名：Impatiens balsamina），又名指甲花、指甲桃、急性子、凤仙透骨草，是凤仙花科凤仙花属的植物。

## 形态
一年生草本。披针形的叶子互生，长约10厘米，顶端渐尖，边缘有锐齿，基部楔形；叶柄附近有几对腺体。
花期为6-8月，花二三朵同生叶腋，不整齐，花萼有一距，呈角状向下弯曲，花形似蝴蝶，花色有粉红、大红、紫、白黄、洒金等，善变异。有的品种同一株上能开数种颜色的花朵；凤仙花多单瓣，重瓣的称凤球花。
椭圆形蒴果，有白色茸毛，成熟时弹裂为5个旋卷的果瓣；种子多数，球形，黑色，状似桃形，成熟时外壳自行爆裂，将种子弹出，自播繁殖。
- 花序
- 花丛

## 用途
凤仙花可供观赏；汁液可以用来染指甲。
花入药，有活血消肿的作用，治跌打损伤、毒蛇咬伤、白带等；种子入药（称“急性子”），性温、味微苦，有小毒，功能活血行瘀，主治妇女闭经、积块及骨鲠咽喉等症。

## 文化
琉球民谣《鳳仙花》（てぃんさぐぬ花）就是以此来体现父母对子女的教导和爱以及成长的主题。

## 延伸阅读
[在维基数据编辑]
 《欽定古今圖書集成·博物彙編·草木典·鳳仙部》，出自陈梦雷《古今圖書集成》

## 外部連結
- （简体中文）中国数字植物标本馆中的相关内容：凤仙花
- 鳳仙花 Fengxianhua（页面存档备份，存于） 藥用植物圖像數據庫 (香港浸會大學中醫藥學院) （繁體中文）（英文）